# لوکاس مزا
لوکاس مزا (انگلیسی: Lucas Meza؛ زادهٔ ۱۰ مارس ۱۹۹۲) بازیکن فوتبال اهل آرژانتین است.